# Champteussé-sur-Baconne
Champteussé-sur-Baconne – miejscowość i dawna gmina we Francji, w regionie Kraj Loary, w departamencie Maine i Loara. W 2013 roku jej populacja wynosiła 233 mieszkańców. 
W dniu 1 stycznia 2016 roku z połączenia dwóch ówczesnych gmin – Champteussé-sur-Baconne oraz Chenillé-Changé – utworzono nową gminę Chenillé-Champteussé. Siedzibą gminy została miejscowość Champteussé-sur-Baconne. 